# Степаново (Арзамасский район)
*Не следует путать с селом Стёпаново Вачского района Нижегородской области.
Степа́ново — село в Арзамасском районе Нижегородской области в составе Слизневского сельсовета.

## Общие сведения
Расположено в 20 км от Арзамаса на реке Иржа рядом с селом Слизнево.

## Достопримечательности
В селе находится Церковь Вознесения Господня, построенная в 1815 году. До наших дней дошёл деревянный иконостас построенный около 1745 года, как видно из надписи на одной иконе, писанной в 1745 году Егором Ивановичем Греком, поступил в церковь села Степанова из прежнего Арзамасского Воскресенского собора, который был разобран в 1814 году.

## Население
| 1999 | 2002 | 2010 |
| ---- | ---- | ---- |
| 188  | ↘148 | ↘140 |

## Улицы
- Центральная